# Земљотрес у Црној Гори 1979.
Земљотрес у Црној Гори 1979. године је био најразорнији потрес на територији данашње Црне Горе, тада делу СФР Југославије.

## Земљотрес
Земљотрес, јачине 7 степени Рихтерове и IX степени Mеркалијеве скале догодио се 15. априла 1979. године у 06:19 или 06:30 UTC (07:19/07:30 по локалном времену), петнаестак километара од црногорске обале између Бара и Улциња. Потрес је трајао десет секунди, и углавном се осјетио дуж црногорске и албанске обале.

## Посљедице
Будвански Стари град је тешко оштећен. Од 400 грађевина у Старом граду само 8 је остало недирнуто потресом. Зидине и заштитни бедеми из 15. вијека су такође тешко оштећени. Манастир Прaсквица који се налази између Милочера и Светог Стефана је претрпио велика оштећења. Црква унутар манастира је потпуно срушена, а и фреске су такође оштећене.
Херцег Нови, најмлађи град на црногорској обали, такође је тешко оштећен. Дијелови зидина Старог града су пали у Јадран.
Стари Бар је претрпео штету - тврђава је оштећена у мањој мери, док је стари аквадукт већим делом уништен.
Улцињски Стари град, још један црногорски центар културне баштине, је скоро потпуно уништен. Вијековна Балшић кула у Улцињу је срушена.
Преко 450 села су сравњена са земљом. Осим тога, многа села у регијама Црмница, Грбаљ, Крајина, Паштровићи су била у опасности да се потпуно сруше.
Даље, у унутрашњости, Цетиње, Даниловград, Никшић и Титоград су оштећени, али не тешко.
Према извјештају УНЕСКО-а из 1984. укупно 1.487 објеката је оштећено, од којих су скоро половина домаћинства, а 42% цркве и световни објекти. Тридесет посто од укупно оштећених објеката је у потпуности срушено. Преко 1000 споменика културе је оштећено, као и хиљаде умјетничких дјела и вриједне колекције.
На крају је укупно 101 особа у Црној Гори погинула, 35 у Албанији, а више од 100.000 људи је остало без крова над главом.